# Scleropyrum pentandrum
Scleropyrum pentandrum là một loài thực vật có hoa trong họ Santalaceae. Loài này được (Dennst.) Mabb. miêu tả khoa học đầu tiên năm 1977.

## Hình ảnh

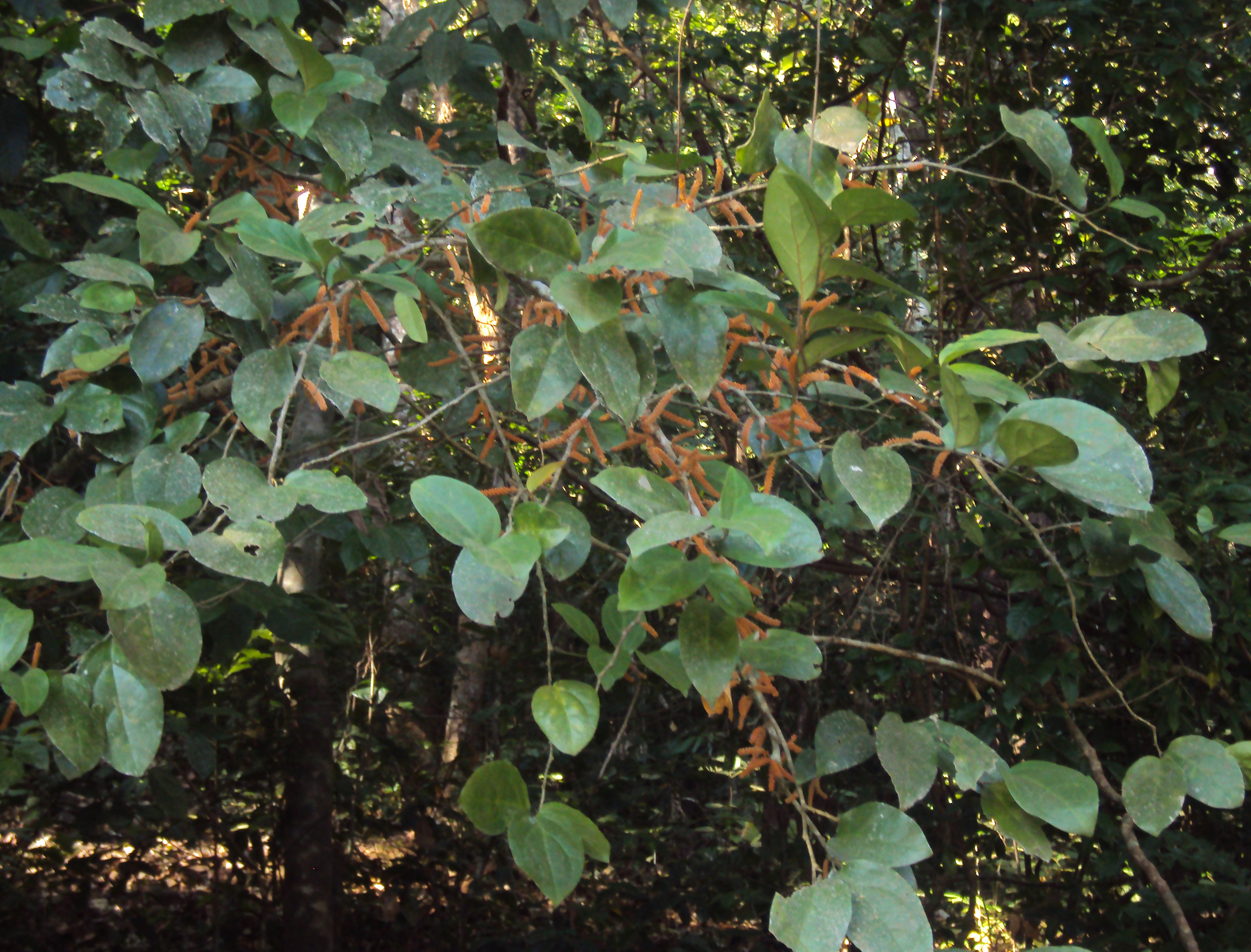
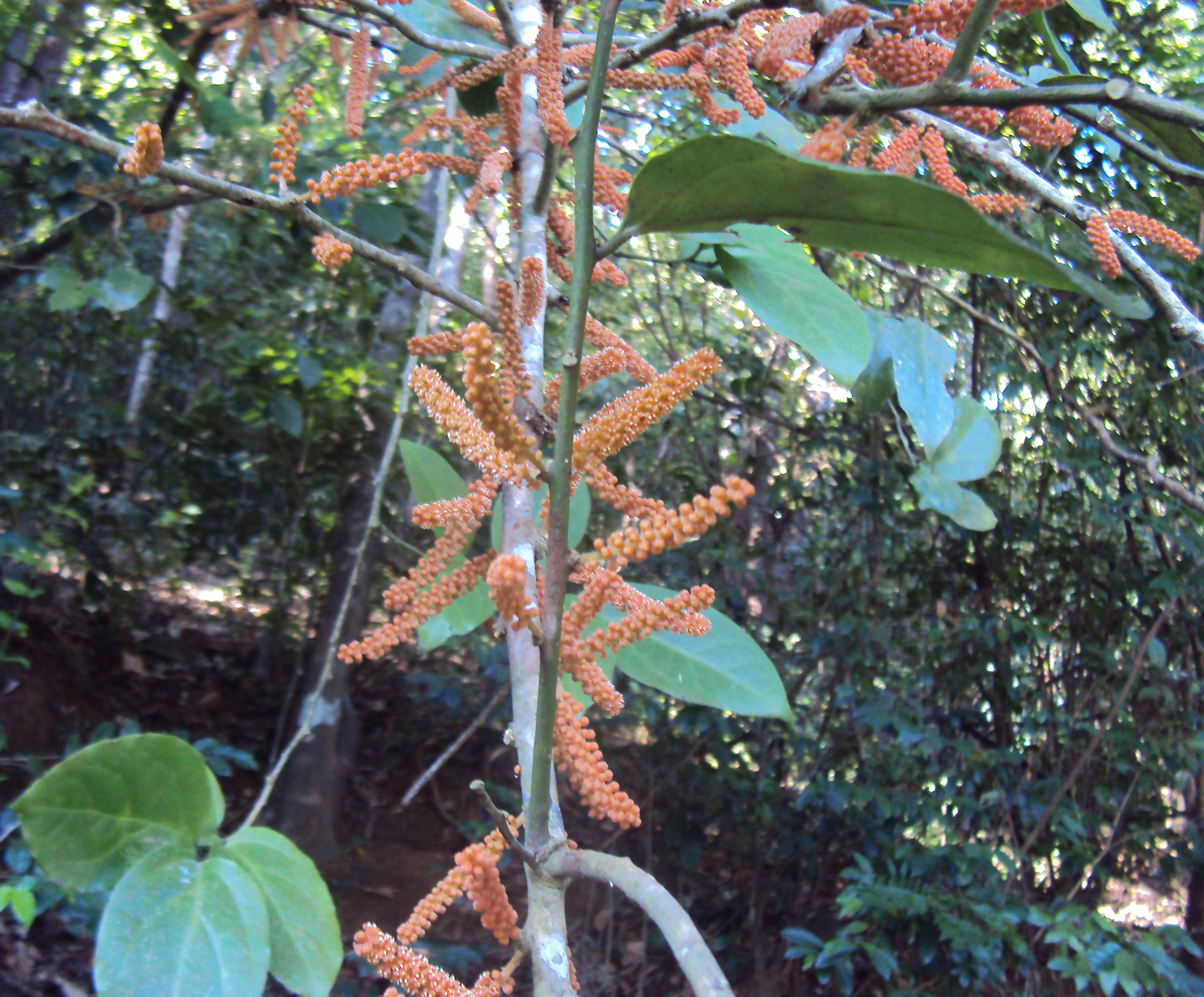
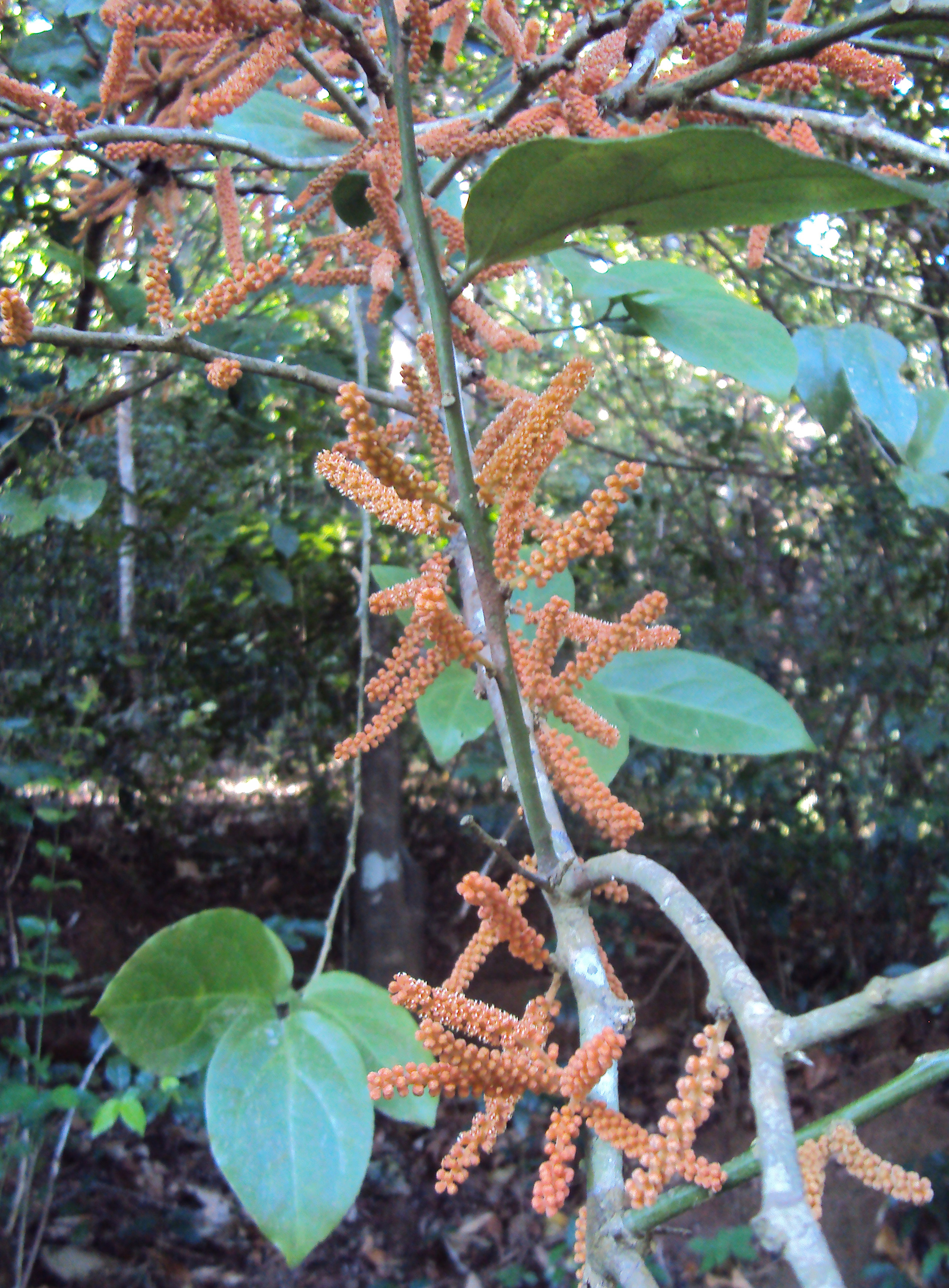
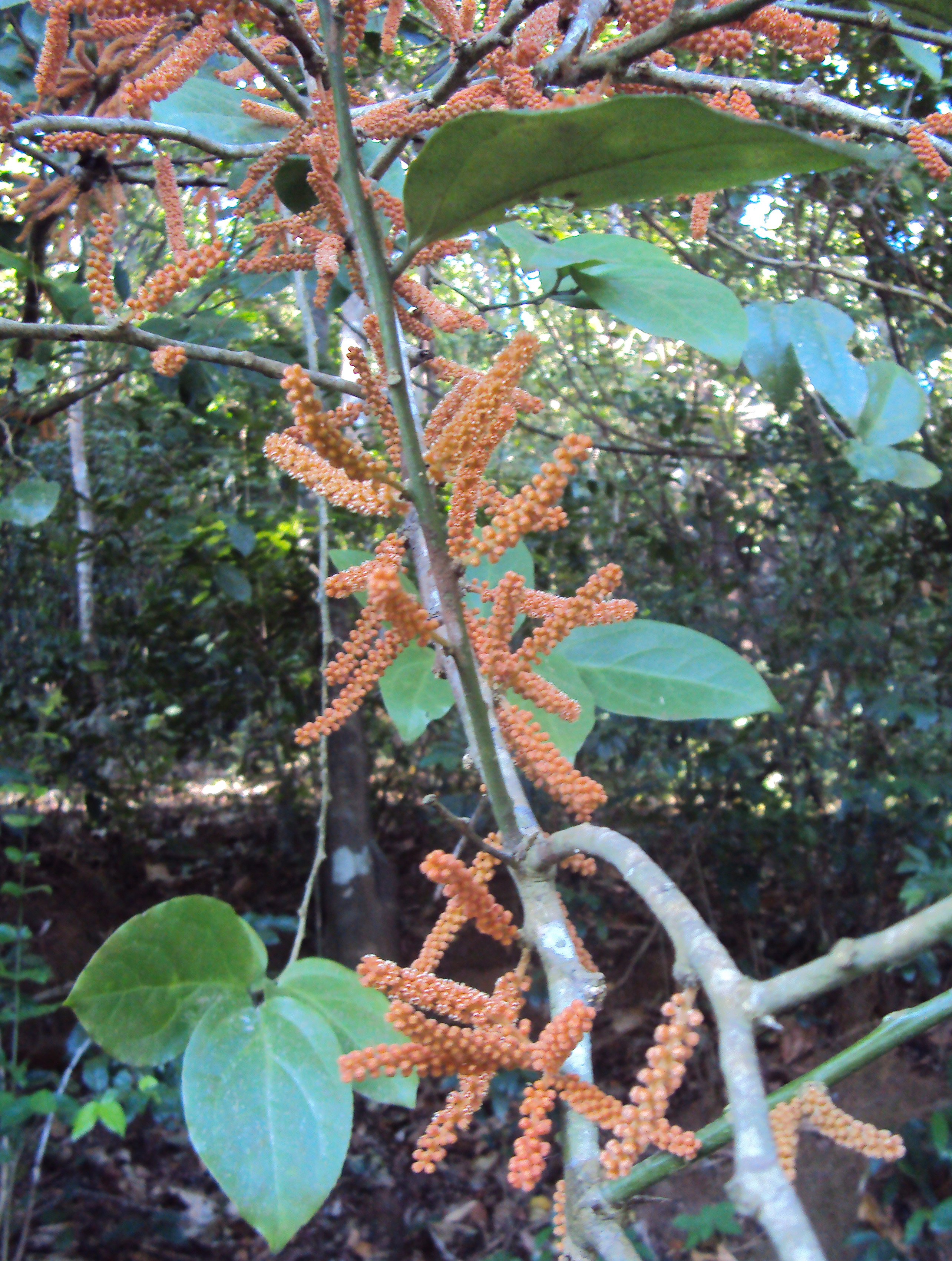